# Трофимов, Константин Васильевич
Константин Васильевич Трофи́мов (1889 — ?) — советский судостроитель.

## Биография
Родился 1 января 1889 года в Полтаве (ныне Украина). Работал начальником котельного цеха завода имени А. Марти (с 1936 года завод № 194).
В 1938 году арестован и приговорён к 10 годам ИТЛ. Работал в особом КБ Наркомата (Министерства) судостроительной промышленности СССР. В 1946 году освобожден досрочно и направлен на работу в ЦКБ-18.
В 1955 году полностью реабилитирован. Жил в Ленинграде.

## Награды и премии
- Сталинская премия второй степени (2.7.1948) — за создание нового двигателя для боевых кораблей